# La Motte-Saint-Jean
La Motte-Saint-Jean település Franciaországban, Saône-et-Loire megyében. Lakosainak száma 1186 fő (2022. január 1.). La Motte-Saint-Jean Molinet, Digoin, Les Guerreaux, Neuvy-Grandchamp, Rigny-sur-Arroux és Saint-Agnan községekkel határos.

## Népesség
A település népességének változása:
| Lakosok száma | 1222 | 1230 | 1261 | 1217 | 1211 | 1206 | 1204 | 1203 | 1186 |
|               | 2013 | 2015 | 2016 | 2017 | 2018 | 2019 | 2020 | 2021 | 2022 |